# 贝拉 (波坦察省)
贝拉 (波坦察省)（義大利語：Bella），是意大利波坦察省的一个市镇。总面积99平方公里，人口5331人，人口密度53.8人/平方公里（2009年）。ISTAT代码为076012。